# Глови (Куявсько-Поморське воєводство)
Глови (пол. Głowy, нім. Martinshof) — село в Польщі, у гміні Гонсава Жнінського повіту Куявсько-Поморського воєводства.
Населення — 57 осіб (2011).
У 1975-1998 роках село належало до Бидгоського воєводства.

## Демографія
Демографічна структура станом на 31 березня 2011 року:
|          | Загалом | Допрацездатний вік | Працездатний вік | Постпрацездатний вік |
| -------- | ------- | ------------------ | ---------------- | -------------------- |
| Чоловіки | 32      | 9                  | 21               | 2                    |
| Жінки    | 25      | 8                  | 15               | 2                    |
| Разом    | 57      | 17                 | 36               | 4                    |